# Costume traditionnel grec

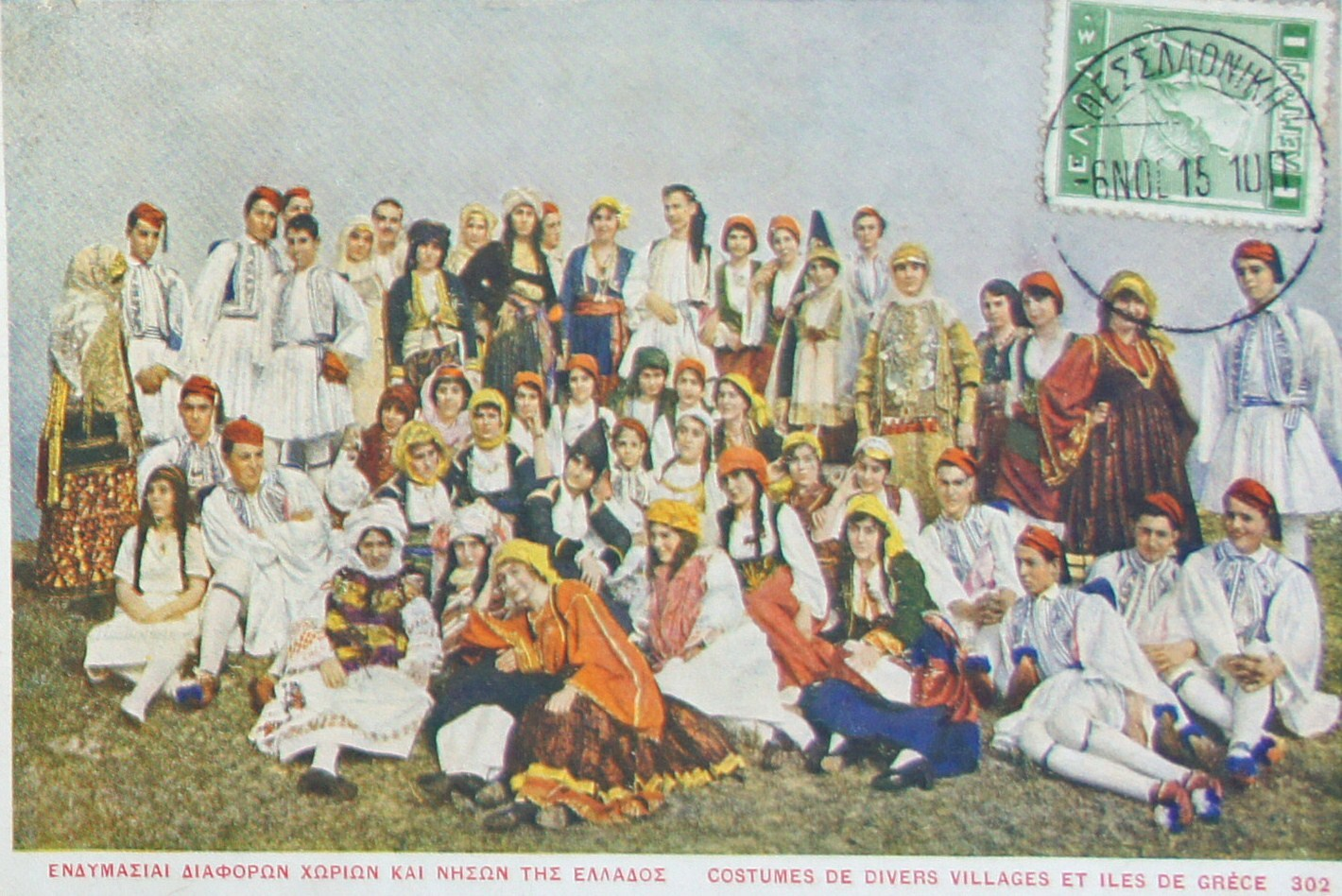
Costumes de différentes régions de Grèce en 1915.

Le costume traditionnel grec désigne l'habit national porté par les Grecs des deux sexes jusqu'au XXe siècle. Il connaît d'importantes mutations au fil du temps et selon les régions.

## Dans l'Antiquité
Le costume féminin par excellence est le « péplos », vêtement de dessus porté sur le « chiton » (ou khiton) qui est un vêtement de dessous, court la plupart du temps mais pouvant également être porté long, rectangle de toile, généralement de laine, cousu sur un côté et maintenu sur les épaules par des fibules. Le péplos est au contraire un vaste rectangle « non-cousu » mais drapé, maintenu également sur les épaules par des fibules ou des boutons et par une ceinture à la taille. Il peut comporter un repli simple ou double, tant devant que derrière, selon la façon de le draper. Sans ceinture ni boutons ou fibules, il sert alors de manteau. Il existe cependant un manteau utilisé par les deux sexes appelé « himation », autre rectangle d'étoffe drapée.
Le chiton masculin est le même que celui des femmes. Il sert également de vêtement de dessous mais est porté plus court que celui des femmes, s'arrêtant aux genoux. Quand il n'est rattaché que sur une épaule à l'aide d'une fibule, il constitue le vêtement de travail ; on l'appelle alors l’exomide. Ce fut le vêtement de base des Doriens. Les hommes jeunes, les guerriers, le portent très court. Les anciens, les rois, les aèdes, les philosophes le portèrent long ; ce fut alors la « tunique talaire » ou « chiton talaire » ou encore poderis.
La « chlamyde » est un manteau porté exclusivement par les hommes, rectangle d'environ 2 m. sur 1 m, attaché par une fibule sous le menton et formant une sorte de capuche par derrière pouvant être rabattue sur la tête. Originaire de Thessalie, elle est portée principalement par les cavaliers. La jeunesse, les philosophes portèrent souvent le seul himation sans chiton.
Pour obtenir le fameux plissé et le gaufrage, on plissait à l'ongle le lin ou on le trempait dans un empois ou amidon pour le tordre ensuite en le laissant sécher et blanchir au soleil.
La sandale (κρηπίς / crepida), fut commune aux deux sexes. Les « cothurnes » furent les chaussures des acteurs, et les ἐνδρομίδες / endromides, des bottines lacées sur le devant.
Les coiffures des femmes furent les deux bandeaux ramenés en chignon sur la nuque maintenu par un ruban, le « tœnia » ; ce type de coiffure est quelquefois surmontée d'un diadème. La chevelure est parfois enserrée dans un foulard. La καλύπτρα / kalyptra est le voile qui se porte à la campagne et qui est souvent surmonté d'un chapeau de paille, la θολία / tholia, coiffure qu'on trouve par exemple sur les statuettes de Tanagra. Les hommes portent un chapeau de feutre ou de paille, le « pétasos », à la campagne. Ordinairement leurs cheveux sont maintenus par une lanière de cuir laissant les mèches s'échapper.

## À l'époque byzantine

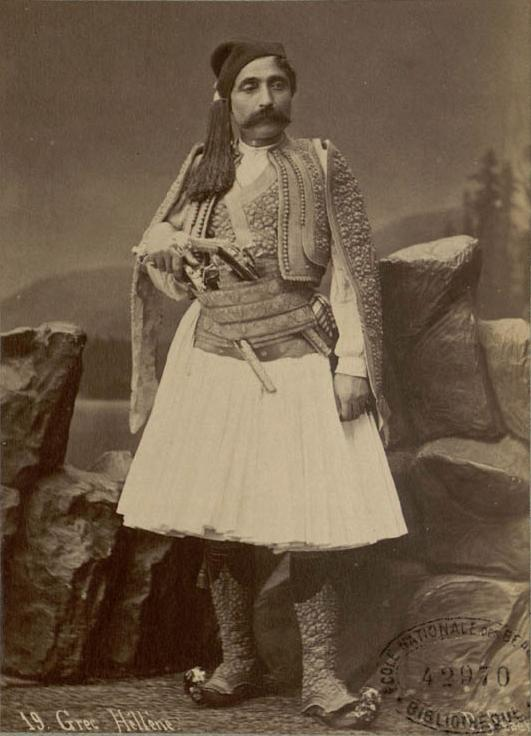
Grec en fustanelle au XIXe siècle. Photographie de Pascal Sébah.

## À l'époque contemporaine

### Costume masculin
Après l'indépendance de la Grèce en 1830, le costume national masculin est inspiré des costumes traditionnels de la Grèce ottomane portés entre autres par les bandits klephtes. 

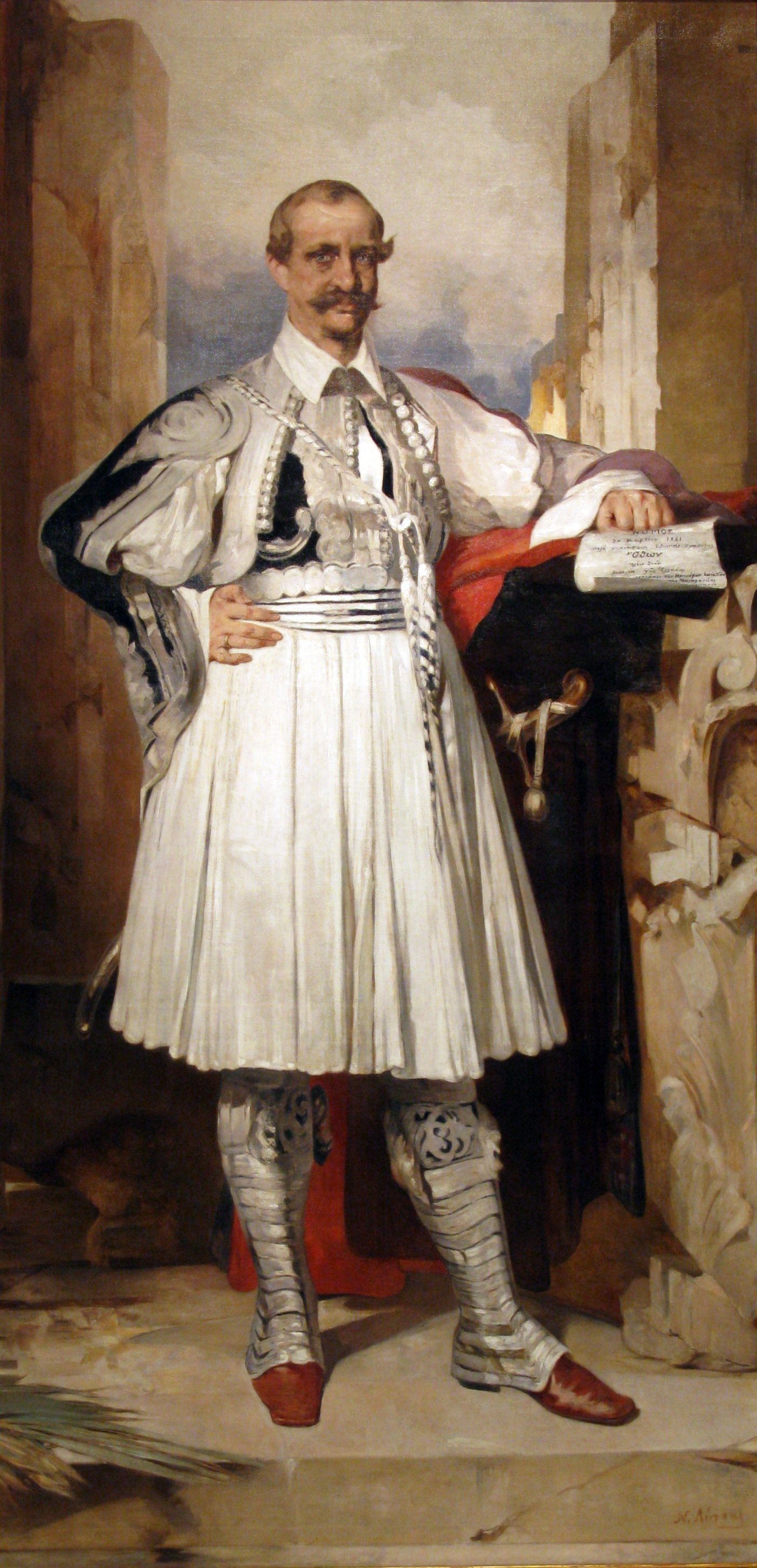
Othon Ier de Grèce.

Il reste jusqu'à nos jours la référence des uniformes des evzones, membres de la garde présidentielle grecque. 
Celui de Grèce continentale comporte :

la φουστανέλλα / fustanelle, jupe plissée coupée dans 30 mètres de tissu blanc, formée de 400 plis qui symbolisent 400 années de servitude sous l’occupation turque ;

le φέσι / féssi ou fez, béret de feutre rouge, au gland de soie noire ;

la φέρμελη / phermeli, gilet brodé à la main, la couleur noire de l’étoffe et le blanc de la broderie symbolisent toujours respectivement le deuil de l’esclavage et la pureté de l’amour pour la liberté ;

la περισκελίδα / periscèle, le pantalon long et rouge des officiers et les bas de laine blanche pour les evzones ;

l’hypodète[Quoi ?], chemise blanche ;

les hauts-de-chausse  ;

le ceinturon à cartouchière ;

les epicnèmes[Quoi ?] (fixe-chaussettes), de couleur noire pour les evzones, bleue pour les officiers ;

la ceinture intérieure, qui permet de maintenir les collants, et les galons frangés aux cordons bleu ciel et blancs, les couleurs du drapeau national ;

les τσαρούχια / tsaroukia, chaussures entièrement fabriquées à la main. 

### Costume féminin

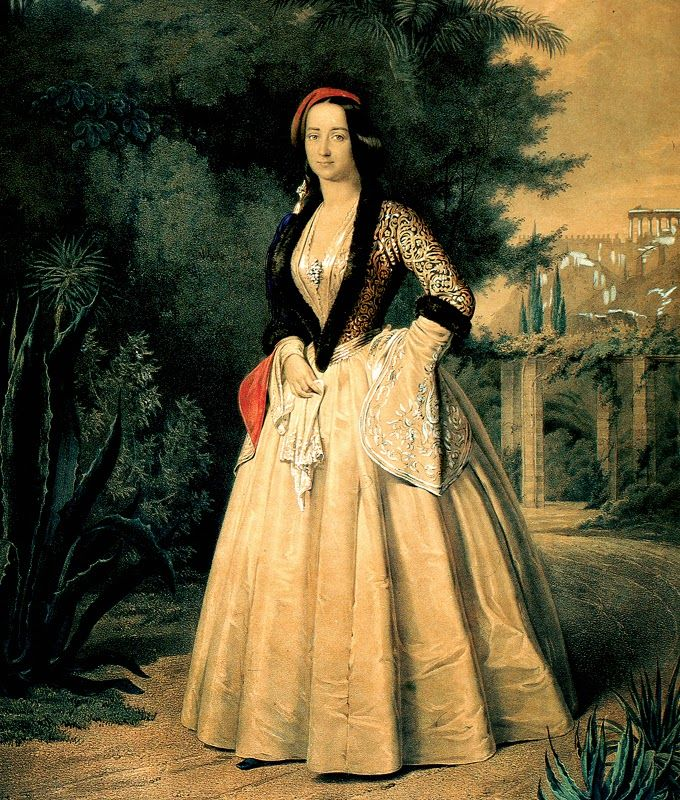
La reine Amélie en costume national.

Tandis que Othon Ier de Grèce, premier souverain après l'indépendance, arbore la fustanelle sur son portrait officiel, son épouse la reine Amélie d'Oldenbourg est à l'origine du costume national des femmes grecques en usage tout au long du XIXe siècle. Mêlant influences occidentales et orientales, ce « costume Amélie » se compose d'une blouse blanche, ornée de dentelle au niveau du col et des manches, et d'une veste en velours sombre, dont les ourlets contrastent avec le damas doré et les broderies. À ceux-ci s'ajoutent une imposante crinoline à la jupe plissée ainsi qu'une toque aplatie nommée καλπάκι / kalpaki.